# Едвінс Скрудерс
Едвінс Скрудерс (латис. Edvīns Skrūders; нар. 13 листопада 1997, Єкабпілс) — латвійський волейболіст, пасувальник (розігруючий), гравець національної збірної та польського клубу «Ястшембський Венґель» (Ястшембе-Здруй), який виступає в Плюс Лізі. 

## Життєпис
Народився 13 листопада 1997 року в м. Єкабпілсі.
У 2013—2021 роках грав у латвійському клубі СК «Єкабпілс Луші» (SK Jēkabpils Lūši). Після цього переїхав до Румунії, де виступав у складах команд бухарестських клубів «Олімпія Титанії» (2021—2022) та «Рапід» (2022—2023). У міжсезоння 2023 року став гравцем «Ястшембського Венґеля» (у клубі він замінив фіна Еемі Тервапортті).

## Досягнення

### Зі збірною
- переможець Срібної Євроліги 2023.

### Клубні
- чемпіон Латвії 2018, 2019, 2021,
- володар Кубка Латвії 2017, 2018, 2019,
- фіналіст Кубка Польщі 2024,
- фіналіст Суперкубка Польщі 2024,
- призер різних змагань[2].

### Особисті
- найкращий пасувальник Срібної Євроліги 2023[3].